# Chrysolophus
Chrysolophus é um gênero de ave galliforme da família Phasianidae. Existem apenas duas espécies  monotípicas deste gênero, ambas nativas do leste asiático, principalmente da China. 

## Etimologia
O nome do gênero Chrysolophus provem da palavra khrusolophos, do grego antigo, que significa "com a crista dourada".

## Descrição
Conhecidos como "Faisões de colarinho" são aves de plumagem atrativa e por isso são consideradas aves ornamentais. Ambas são de origem asiática, nativas de territórios da China e do Tibete, sendo introduzidas no mundo inteiro. Na Inglaterra as duas espécies são cruzadas para a produção de híbridos.
Ambas as espécies de faisões do gênero Crysolophus são consideradas aves esbeltas de cauda longa. Os machos são muito coloridos com um nemés de penas longas e largas envolta se sua cabeça, que formam um leque que é exibido durante rituais de acasalamento.  Essas penas são quase angulares no Faisão-dourado(douradas com bordas negras), enquanto que no Faisão-lady elas são claramente arredondadas na parte inferior(prateadas com borda negra). Em ambos a bainha das penas é larga e escura. Um diferencial destes para outros faisões é que a área nua próxima aos olhos não é vermelha, não é muito larga e não possui cristas eréteis. No topo da cabeça, há um topete de penas longas, duras e brilhantes que formam um gorro que desce até a nuca(vermelha no Lady e amarela no dourado). A causa consiste em oito pares de penas de controle, com as do meio sendo muito alongadas. O Faisão-Lady chega a atingir 1,15m por conta dessa cauda. Sua pernas são nuas, longas e delgadas, com esporas ligeiramente pronunciadas. As fêmeas apresentam forte dimorfismo sexual com plumagem marrom relativamente simples, com listras pretas. A fêmea do dourado, possui como cor básica um marrom-amarelado, enquanto a Lady é mais marrom-avermelhada. Em ambas os ovos são grandes e desproporcionais ao tamanho da fêmea.

## Distribuição e Habitat
O Faisão-dourado ocorre do centro da China até o oeste de Sujuão, enquanto que o Faisão-Lady é encontrado desde lá para o Tibete e Mianmar. No triângulo de províncias chinesas formado por Sujuão, Iunã e Guizhou, a ocorrência de ambas as espécies é grande e ocorrem muitos híbridos.
São espécies que, na natureza, vivem nas selvas e florestas subtropicais de montanhas, com o Faisão-dourado vivendo em altitudes de até 2500m, o Faisão-lady prefere altitudes maiores até mais frias. Eles podem ocorrer também no mesmo habitat. São animais que vivem no chão, se alimentam de gramíneas, folhas e invertebrados, passando a noite empoleiradas em árvores. Com dificuldades para voos longos, eles preferem correr. São aves de porte menor que das galinhas, pesando geralmente menos que 800g e apresentando ambas as espécies uma longa cauda e penas coloridas nos machos..  

## Comportamento
O Faisão-Lady costuma formar bandos de até 20 a 30 aves, enquanto o Faisão-dourado, forma bandos no inverno por apenas três aves, sendo que algumas aves podem passar o ano inteiro sozinhas. Eles tendem a ser monogâmicos. Durante a corte, os machos esticam as pernas e levantam a cauda, abaixam a cabeça e abrem o leque da gola e apresentam suas penas da costa, que são muito coloridas.

## Espécies
| Imagem | Nome científico                          | Nome comum     | Distribuição                                                               |
| ------ | ---------------------------------------- | -------------- | -------------------------------------------------------------------------- |
|        | Chrysolophus pictus Linnaeus, 1829       | Faisão-dourado | O Faisão-dourado ocorre do centro da China até o oeste de Sujuão.          |
|        | Chrysolophus amherstiae Leadbeater, 1829 | Faisão-Lady    | o Faisão-Lady é encontrado desde o centro da China até o Tibete e Mianmar. |

## Galeria

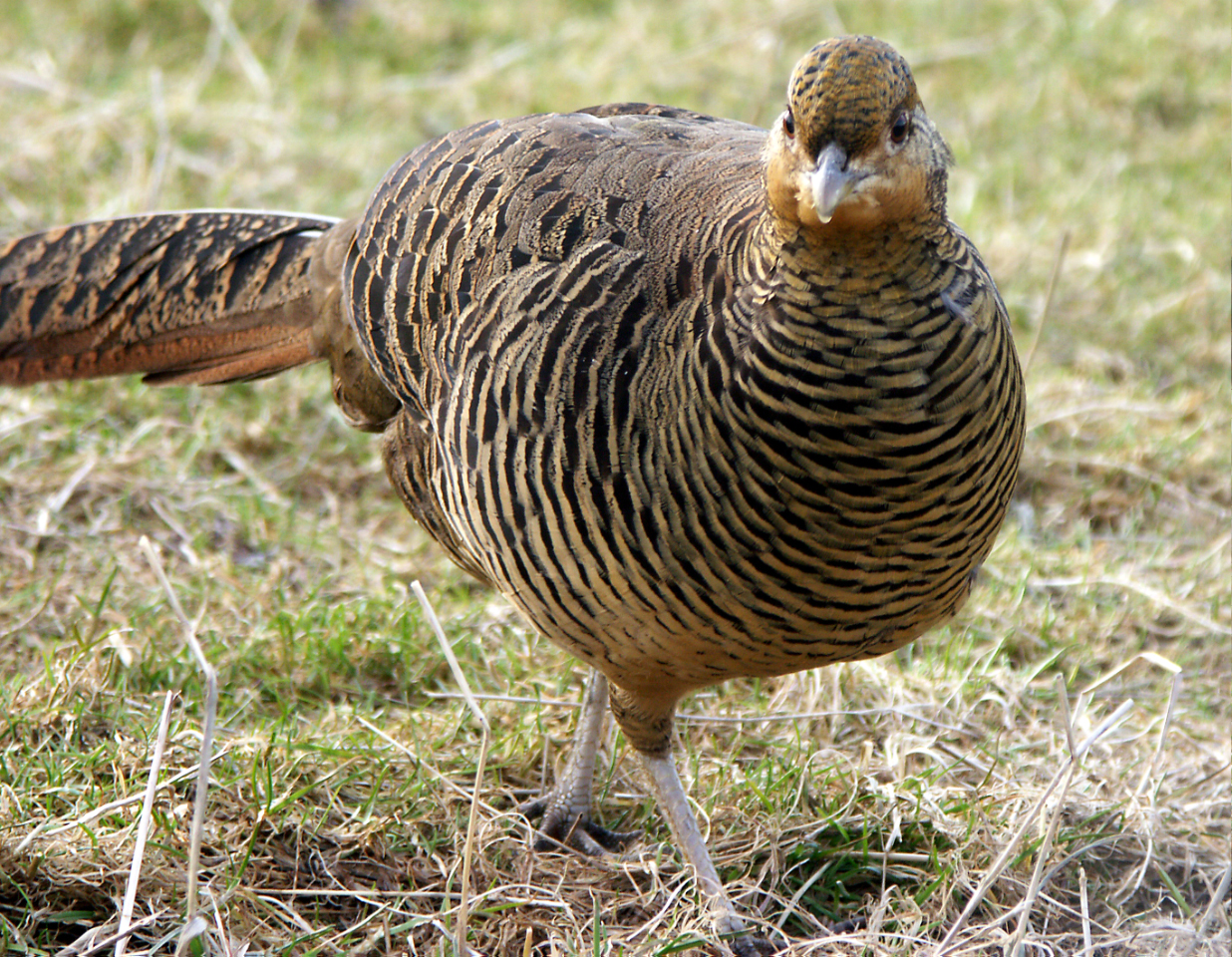
Fêmea do Faisão-dourado
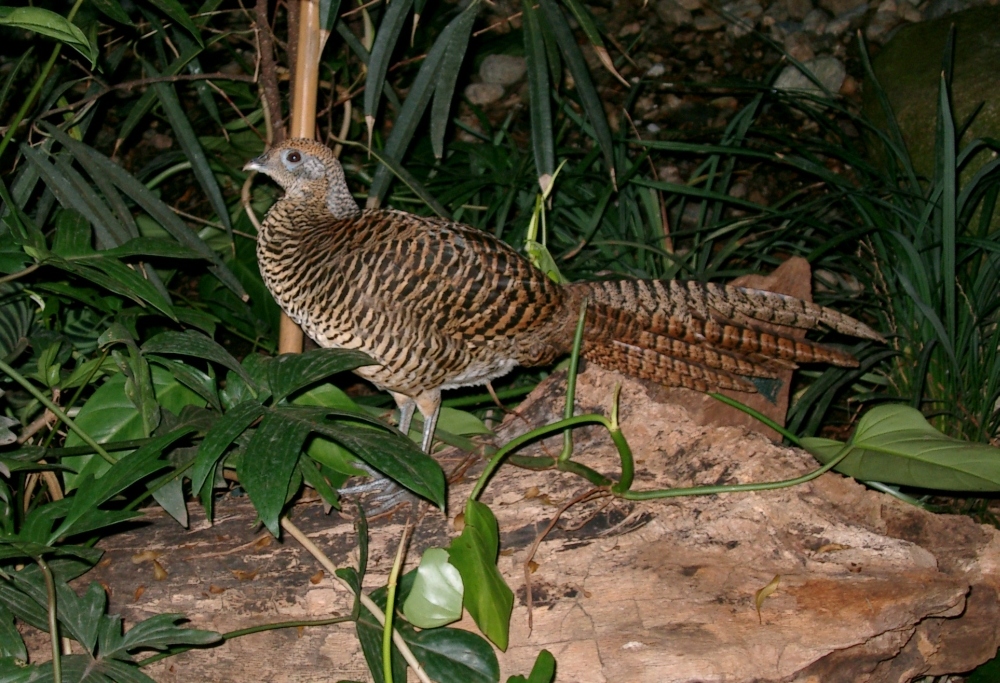
Fêmea de Faisão-Lady